# Stygiocaris
Stygiocaris is een geslacht van kreeftachtigen uit de klasse van de Malacostraca (hogere kreeftachtigen).

## Soorten
- Stygiocaris lancifera Holthuis, 1960
- Stygiocaris stylifera Holthuis, 1960